# Borynia (Ukraina)
Borynia (ukr. Бориня) – osiedle typu miejskiego w zachodniej Ukrainie, w obwodzie lwowskim, w rejonie samborskim (wcześniej w rejonie turczańskim). Status osiedla typu miejskiego uzyskała w 1981 r. Pierwsze wzmianki o miejscowości pochodzą z 1552 r.
W 1921 r. liczyła około 1791 mieszkańców z czego 318 (17,7% ogółu mieszkańców) stanowili Żydzi, którzy mieli tu swoją synagogę. W latach 1919–1939 miejscowość należała do Polski i wchodziła w skład powiatu turczańskiego województwa lwowskiego. W lutym 1940 NKWD zesłało na Syberię 5-osobową rodzinę polską. W latach 1943–1944 nacjonaliści ukraińscy z OUN-UPA zamordowali tutaj 50 Polaków Czemu nie 49 lub 51 - nie wiadomo, Jak zresztą czemu 50 - też wzięte z sufita . 28 września 1944 miejscowość została zajęta przez wojska radzieckie.
W latach 1934–1939 siedziba gminy Borynia.
Ważniejsze obiekty
- Cerkiew św. Ducha w Boryni – greckokatolicka cerkiew z 1912 r.
- Kościół rzymskokatolicki z 1879 r.
- Synagoga w Boryni